# Saint-Maurice (Švýcarsko)
Saint-Maurice (zastarale německy Sankt Moritz) je obec v západní (frankofonní) části Švýcarska, v kantonu Valais. Je sídlem stejnojmenného okresu. Žije zde přibližně 4 600 obyvatel.
Kromě opatství Saint-Maurice se v Saint-Maurice nachází také klášter kapucínů a klášter augustiniánek založený v roce 1906.

## Geografie
Městečko Saint-Maurice se nachází na úpatí skalní stěny a v úzkém místě údolí Rhôny, na levém břehu řeky Rhôny. Město leží na cestách přes alpské průsmyky Valais do Itálie. Skládá se z města Saint-Maurice a vesnic Épinassey a Les Cases. Do roku 1822 k němu patřily i vesnice Evionnaz a Vérossaz.

## Historie

Letecký pohled (1971)

Saint-Maurice bylo původně keltské město Acauno, které přitahovalo pozornost Římanů díky své strategické poloze u vstupu do horního údolí Rhôny. Po dobytí města zde zřídili vojenské stanoviště a celní stanici, aby vybírali daně od obchodníků cestujících mezi Itálií a Galií, protože město se nacházelo na jedné z hlavních obchodních cest, která vedla z Itálie do Germánie a Galie přes průsmyk Mont-Joux.
Sídlily zde četné římské legie, z nichž se proslavila zejména tzv. Thébská legie. Mauritius, velitel oddílu této legie, zde údajně koncem 3. století se všemi svými vojáky podstoupil mučednickou smrt. Ostatky Mauritia a jeho druhů přenesl biskup Theodor (známý také jako Theodul), první biskup ve Valais, do svatyně na úpatí skály poblíž dnešního městečka Saint-Maurice.
Přestože město přispívalo k dobré pověsti opatství, bylo si vědomo i hrozeb, které představovala jeho strategická poloha. V roce 574 bylo vypleněno Lombarďany a v polovině 10. století Saracény. Město bylo také svědkem vzniku Druhé burgundské říše: v roce 888 byl v opatství korunován Rudolf I. V roce 888 se zde konala slavnostní ceremonie. Po roce 1032 se město dostalo pod vládu savojských hrabat, od nichž ve 13. století obdrželo svobodné listy. Od doby, kdy vojska Valais na konci 15. století dobyla oblast Chablais, je Saint-Maurice správním centrem dolního Valais.
Nezávislost Valais byla vyhlášena v roce 1798: V Saint-Maurice se spojili zástupci horního a dolního Valais a rozhodli se vyhlásit republiku Valais. Saint-Maurice se stalo hlavním městem okresu. Zásahem francouzského direktoria (1795–1798) bylo Valais začleněno do Helvétské republiky vytvořené Francií. Vzpoura horního Valais proti novému uspořádání byla násilně zlomena francouzskými vojsky.
V období zprostředkování se Valais stalo nejprve samostatnou republikou, poté součástí Francie. Do roku 1814 bylo Saint-Maurice podprefekturou departementu Simplon. V roce 1815 se Valais připojilo ke Švýcarské konfederaci a Saint-Maurice se stalo hlavním městem jednoho ze 13 okresů nového kantonu Valais.
Pevnost Saint-Maurice byla spolu se Sargansem a Gotthardem jednou ze tří hlavních opevněných oblastí švýcarské armády v obranném systému Reduit za druhé světové války a během studené války.
V Saint-Maurice se dosud nachází několik církevních institucí a vzdělávacích zařízení. Město je známé svou úctou ke svatému Mořici, bazilikou a jejím pokladem, přírodními jeskyněmi a zámkem Saint-Maurice s muzeem.
Od 1. ledna 2013 je součástí obce Saint-Maurice také dříve samostatná obec Mex.

### Opatství Saint-Maurice

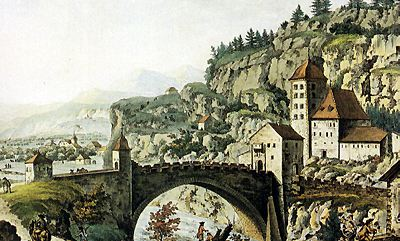
St-Maurice (1782)

V roce 515 zde nechal burgundský král Sigismund (Svatý Zikmund) postavit klášter. Toto datum je považováno za datum založení opatství Saint-Maurice, které je tak jedním z nejstarších opatství ve Švýcarsku.
Od samého počátku bylo opatství významným střediskem zájmu poutníků z Germánie, Galie a Itálie. Velký zájem o toto místo projevovali merovejští a karolinští králové, protože umožňovalo přístup k alpským průsmykům do Itálie. Charisma opatství přitahovalo nejen mnoho poutníků, ale i stálých obyvatel. Historie obce je proto úzce spjata s historií kláštera. Ke konci 4. století se vesnice nazývala Agaune. V 9. století se přidal název Mauritius a od té doby se vesnice i klášter nazývaly Saint-Maurice d’Agaune.

## Obyvatelstvo

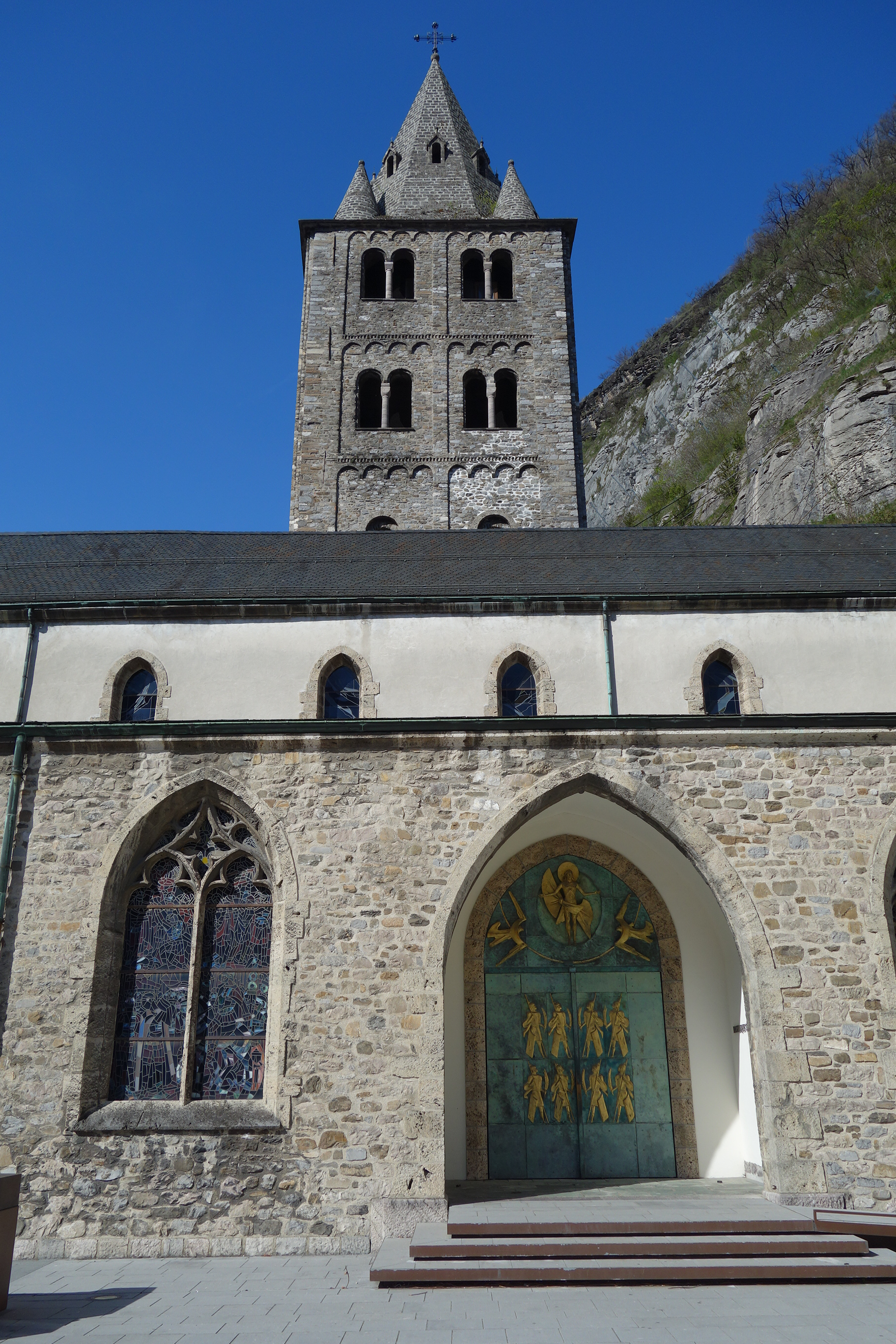
Opatství Saint-Maurice

| Rok            | 1798 | 1850 | 1900 | 1950 | 2000 | 2010 | 2012 | 2014 | 2016 |
| Počet obyvatel | 830  | 1224 | 2162 | 2728 | 3596 | 4345 | 4488 | 4500 | 4566 |

## Doprava
Železniční stanice Saint-Maurice leží na Simplonské dráze, vedoucí z Lausanne do Sionu. Spojení s okolními obcemi zajišťují autobusové linky Postauto. 
Saint-Maurice leží na dálnici A9 (exit 20). Hlavní silnice č. 9 a 21 prochází přímo centrem obce.

## Partnerské obce
- Saint-Maurice (Val-de-Marne),  Francie, od roku 1957
- Obersiggenthal,  Švýcarsko, od roku 2001